# Beyond: Two Souls
Beyond: Two Souls är ett interaktiv psykologisk thriller-spel till Playstation 3. Utvecklat av spelföretaget Quantic Dream och utgivet av Sony Computer Entertainment. I huvudrollerna ser vi Elliot Page och Willem Dafoe. Spelet släpptes i oktober 2013 och har sålts i en miljon exemplar. En Playstation 4-version släpptes både som ett fristående spel i november 2015 och som del av Quantic Dreams Collection med Heavy Rain i mars 2016. En version till Windows släpptes 22 juli 2019.

## Handling
Handlingen kretsar kring Jodie Holmes, som sedan sin födelse är ansluten med anden Aiden. Efter att ha blivit lämnad av sina föräldrar, blir hon uppfostrad av forskarna Nathan Dawkins och Cole Freeman. I spelet får man följa 25 år i hennes liv. Denne Aiden kan påverka saker runtomkring Jodie, och det gör livet annorlunda.

### Rollista (i urval)
- Elliot Page[6] – Jodie Holmes
- Willem Dafoe – Nathan Dawkins
- Kadeem Hardison – Cole Freeman
- Eric Winter – Ryan Clayton

## Om spelet
Under E3-mässan 2012 blev Beyond: Two Souls utannonserat av David Cage. Spelet kostade 172 miljoner att producera och är tio timmar långt.

### Musik
Under musikproduktionen avled kompositören Normand Corbeil. Lorne Balfe ersatte honom och Hans Zimmer.

#### Låtlista
1. "Jodie's Suite" – 4:32
2. "Dawkin's Suite" – 4:29
3. "Beyond" – 3:43
4. "Aiden's Theme" – 3:20
5. "The Experiment" – 2:31
6. "My Imaginary Friend" – 2:16
7. "Childhood Memories" – 2:42
8. "Homeless Life" – 1:17
9. "The Party Revenge" – 2:09
10. "Hunted" – 1:45
11. "Treason" – 2:14
12. "Norah" – 1:54
13. "Lost Cause" – 1:40
14. "Black Sun" – 2:49
15. "Jodie's Story" – 3:14
16. "The Infraworld" – 3:50